# Dark Souls III
Dark Souls III (ダークソウルIII Dāku Sōru Surī?) är ett actionrollspel utvecklat av From Software och utgivet av Bandai Namco Games till Playstation 4, Xbox One och Microsoft Windows. Det är det fjärde spelet i Souls-serien och släpptes i Japan den 24 mars 2016 och över hela världen den 12 april 2016.